# Carlo Maggi (1922)
Carlo Maggi (Milano, 27 marzo 1922 – ...) è stato un calciatore italiano, di ruolo centrocampista.

## Carriera
Debutta in Serie B con la Vogherese nel 1947-1948, disputando 34 gare e segnando 8 reti.
Dopo un campionato di Serie C, sempre con la Vogherese, nel 1949 passa alla Cremonese dove gioca per altre due stagioni in Serie B totalizzando 58 presenze e 7 reti.